# Palais Elaguine
Le palais Elaguine (ou Yelagin, en anglais) est situé à Saint-Pétersbourg, en Russie, sur l'île Elaguine dans le delta de la Néva. 
Il fut édifié pour le dignitaire russe Ivan Perfilevich Elaguine (1725-1793), de la cour de Catherine II, historien, écrivain, traducteur de Molière et de Prévost. Par la suite, il fut acheté par l'empereur Alexandre Ier, qui l’offrit à sa mère Marie Féodorovna, veuve de Paul Ier. Il fut reconstruit par l’architecte italien Carlo Rossi entre 1818 à 1822. Il servit par la suite de résidence d’été de la famille impériale.
Fortement endommagé par les combats durant le siège de Léningrad, il fut reconstruit à l’identique et abrite un musée des Arts décoratifs du XIXe et début du XXe siècle. Son charme tient surtout à ses très beaux jardins, avec une terrasse donnant sur le golfe de Finlande. 